# Heilig-Geist-Kirche (Naujoji Akmenė)

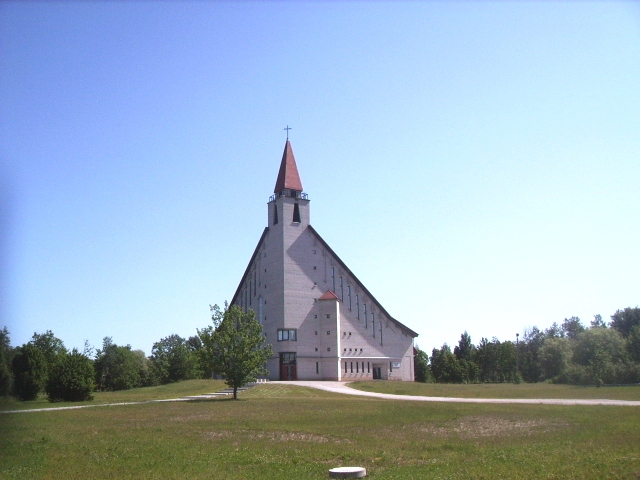
Kirche

Die Heilig-Geist-Kirche (litauisch Naujosios Akmenės Šv. Dvasios Atsiuntimo bažnyčia) ist eine römisch-katholische Kirche im Ort Naujoji Akmenė (Rajongemeinde Akmenė in Litauen). Sie untersteht dem Dekanat Akmenė, Bistum Telšiai.
Die Kirche wurde 1998 unter Leitung des Architekten Rimantas Zimkus gebaut und 1999 geweiht. Drei Glocken schenkte der deutsche Monsignore Gerhard Lange, Ehrenbürger der Rajongemeinde Akmenė.